# Enrique Arathoon
Enrique Arathoon (Ciudad de Guatemala, 18 de enero de 1992) es un velerista salvadoreño nacido en Guatemala. Compitió en los Juegos Olímpicos de Río de 2016, en la clase de Láser Standard.
Ha clasificado para representar El Salvador en los Juegos Olímpicos de Tokio 2020
Tercero en la Laser Medal Race series Miami 2020